# Typophyllum trigonum
Typophyllum trigonum är en insektsart som beskrevs av Vignon 1925. Typophyllum trigonum ingår i släktet Typophyllum och familjen vårtbitare. Inga underarter finns listade i Catalogue of Life.